# 台北市區計劃
台北市區計劃是台灣日治時期，1899年（明治32年）公佈的台北首個範圍包括全市的都市計劃。有效期至1932年（昭和7年）。這一計劃和台北的衛生改善（修建上下水道）同時實施。

## 計劃之前的台北
1895年（明治28年）時，台灣瘧疾和鼠疫橫行，市區的衛生狀態極差。市區道路狹窄且多彎道，許多住宅都是磚建築。下水被排至路上，污水則滲入地下。因此都市環境衛生問題和鴉片問題並為台灣統治初期的最優先課題。

## 巴爾頓報告書
1896年（明治29年）7月，台灣總督府衛生顧問後藤新平請來內務省雇技師巴爾頓（William Kinninmond Burton, 1856年 - 1899年）來台，調查上下水道整備工作。巴爾頓在翌年提出包括以下內容的報告書。
1. 按照 (1) 台北、(2) 基隆、(3) 台南、安平、澎湖島、嘉義的順序迅速實施衛生工程。
2. 雖然需盡快選定台北的水源，但為活用現有的水井，也應優先實施下水工程。
3. 因此首先需要製作そ台北市街設計圖，確定寬度後修建道路，並同時修建下水道。

總督府接受了巴爾頓的提案。